# 2 Shiawase no Akashi
Albums de THE Possible
1 Be Possible!
(2007) 1116
(2014)
EPs par THE Possible
6 Nenme Shido Kinen Mini Album
(2011) Aratame Mashite
(2013)
Compilations par THE Possible
Kyūkyoku no The Possible Best
(2008)
Singles
2 Shiawase no Akashi (②幸せの証) est un album du groupe de J-pop THE Possible.

## Présentation
L'album sort le 28 mars 2012 au Japon sous le label TNX, produit par Tsunku. Il est présenté comme le deuxième album officiel du groupe, sorti cinq ans après le premier, le mini-album 1 Be Possible!. Une compilation et un deuxième mini-album étaient sortis entre-temps, ce qui fait de 2 Shiawase no Akashi le premier album studio complet du groupe.
L'album contient onze titres, dont sept ont été écrits et/ou composés par Tsunku. Il inclut les quatre chansons parues précédemment sur les trois singles réguliers sortis depuis la compilation : Shiawase no Katachi et Family ~Tabidachi no Asa~ en 2009, et le "double-face A" Watashi no Miryoku / Love² Paradise en 2010. Il contient aussi les versions studio inédites des trois chansons parues en version live sur la série de singles sortis en édition limitée durant les quatre mois précédant la sortie de l'album, ainsi qu'une nouvelle version par le groupe seul de la chanson du single Play Ball sorti une semaine auparavant et attribué à "Mikage Masahide with Razz Like Air" (collaboration entre Mana Ogawa et THE Possible).

## Liste des titres
1. Sakurairo no Romantic (桜色のロマンチック?)
2. Senkôsekka Baby! (電光石火Baby!?)
3. Watashi no Miryoku (私の魅力?) (de Watashi no Miryoku / Love² Paradise)
4. Love² Paradise (LOVE2 パラダイス?) (de Watashi no Miryoku / Love² Paradise)
5. I Love You Watashi no Kimi (I love you 私の君?)
6. Shiawase Hanabi Go Go Go! (幸せ花火ゴッゴッGOーッ！?)
7. Family ~Tabidachi no Asa~ (Family～旅立ちの朝～?)
8. Shiawase no Akashi (幸せの証?)
9. Kibô to Seishun no Hikari (希望と青春のヒカリ?)
10. Shiawase no Katachi (幸せの形?)
11. Play Ball (THE Possible Ver.) (プレイボール(THE ポッシボーVer.)?)